# Conan e Ka-Zar
Conan e Ka-Zar è una rivista antologica di fumetti pubblicata in Italia dall'Editoriale Corno, a metà degli anni Settanta, specializzata nei fumetti di genere fantascienza, horror, horror-story, comic-story, tarzanide e fantasy tratti dalle riviste Marvel Comics.

## Storia editoriale
Dopo la chiusura della serie Gli Albi dei Super-Eroi, il 19 marzo 1975 esce il primo numero di Conan e Ka-Zar e, il giorno seguente, la serie dei Difensori e Hulk proseguono su Hulk e i Difensori (spillato, formati 17 x 26 cm, 48 pagine e più 2 copertine), a cura di Maria Grazia Perini, pubblicato da Editoriale Corno in collaborazione con la casa editrice Marvel Comics.
Queste serie include Conan il barbaro, Ka-Zar, Shanna la diavolessa, Thongor il guerriero della Lemuria perduta, Kull il conquistatore, Red Sonja, Lo-Zar, Lorna, IT! Il Colosso vivente, Golem, Killraven
Altre riviste a fumetti statunitensi dell'Atlas e della Silver Age sono:
1. Conan the Barbarian (Vol. 1)
2. The Savage Sword of Conan (Vol. 1)
3. Savage Tales (Vol. 1)
4. Astonishing Tales (Vol. 1)
5. Ka-Zar (Vol. 2) • Ka-Zar: Lord of the Hidden Jungle
6. Shanna the She-Devil (Vol. 1)
7. Creatures on the Loose
8. Kull the Conqueror (Vol. 1)
9. Journey into Mystery (Vol. 1)
10. Jungle Action (Vol. 1)
11. Lorna the Jungle Queen
12. Lorna the Jungle Girl
13. Astonishing Tales (Vol. 1)
14. Adventures into Terror
15. Tales of Suspense (Vol. 1)
16. Strange Tales (Vol. 1)
17. Amazing Adventures (Vol. 2)

Gli scrittori sono Stan Lee, Roy Thomas, Carole Seuling, Steve Gerber, Gary Friedrich, Mike Friedrich, Gerry Conway, Carla Conway, George Alec Effinger, Tony Isabella, Gardner Fox, Len Wein, Steve Englehart, Doug Moench, Marv Wolfman, Don Rico, Don McGregor.
I disegnatori sono John Buscema, Ross Andru, Gil Kane, Rich Buckler, Dan Adkins, Marie Severin, Werner Roth, Paul Reinman, Don Heck, Val Mayerik, Neal Adams, Vicente Alcazar, Dick Giordano, Mike Ploog, Joe Maneely, Steve Ditko, Dick Ayers, Barry Windsor-Smith, Larry Lieber, Tony DeZuniga, Jim Starlin, Howard Chaykin, Steve Gan, Esteban Maroto, Herb Trimpe, Howard Post, Russ Heath, Jay Scott Pike.

## Pubblicazioni
| Num. | Data italiana     | Titolo dell'albo italiano                | Titolo italiano (Titolo statunitense) | Albo statunitense                       | Data statunitense | Protagonista                    | Autore                             | Disegno                   |
| ---- | ----------------- | ---------------------------------------- | --- | --------------------------------------- | ----------------- | ------------------------------- | ---------------------------------- | ------------------------- |
| 1    | 19 marzo 1975     | Il gioiello insanguinato di Bel-Hissar   | Il gioiello insanguinato di Bel-Hissar (The Blood of Bel-Hissar!)                                                                          | Conan the Barbarian (vol. 1) n. 27      | giugno 1973       | Conan il barbaro                | Roy Thomas                         | John Buscema              |
| 1    | 19 marzo 1975     | Il gioiello insanguinato di Bel-Hissar   | Il mostro e la macchina (The Night Of The Looter)                                                                                          | Astonishing Tales (vol. 1) n. 14        | ottobre 1972      | Ka-Zar                          | Stan Lee                           | John Buscema              |
| 1    | 19 marzo 1975     | Il gioiello insanguinato di Bel-Hissar   | Il terrore dei bufali della luna! - I parte (The Moon of the Fear-Bulls)                                                                   | Shanna the She-Devil (Vol. 1) n. 3      | aprile 1973       | Shanna la diavolessa            | Carole Seuling                     | Ross Andru                |
| 2    | 2 aprile 1975     | Il mostro di Zembawei                    | Il mostro di Zembawei! (Moon of Zembabwei!)                                                                                                | Conan the Barbarian (vol. 1) n. 28      | luglio 1973       | Conan il barbaro                | Roy Thomas                         | John Buscema              |
| 2    | 2 aprile 1975     | Il mostro di Zembawei                    | E chi lo chiama selvaggio? (And Who Will Call Him Savage?)                                                                                 | Astonishing Tales (vol. 1) n. 15        | dicembre 1972     | Ka-Zar                          | Mike Friedrich                     | Gil Kane                  |
| 2    | 2 aprile 1975     | Il mostro di Zembawei                    | Il terrore dei bufali della luna! - II parte (The Moon of the Fear-Bulls)                                                                  | Shanna the She-Devil (Vol. 1) n. 3      | aprile 1973       | Shanna la diavolessa            | Carole Seuling                     | Ross Andru                |
| 3    | 16 aprile 1975    | Il mago e il guerriero                   | Il mago e il guerriero (Two Against Turan!)                                                                                                | Conan the Barbarian (vol. 1) n. 29      | agosto 1973       | Conan il barbaro                | Roy Thomas                         | John Buscema              |
| 3    | 16 aprile 1975    | Il mago e il guerriero                   | ...di perlustrare una città! (To Stalk A City!)                                                                                            | Astonishing Tales (vol. 1) n. 16        | febbraio 1973     | Ka-Zar                          | Mike Friedrich                     | Rich Buckler              |
| 3    | 16 aprile 1975    | Il mago e il guerriero                   | Il terrore dei bufali della luna! - III parte (The Moon of the Fear-Bulls)                                                                 | Shanna the She-Devil (Vol. 1) n. 3      | aprile 1973       | Shanna la diavolessa            | Carole Seuling                     | Ross Andru                |
| 4    | 30 aprile 1975    | I demoniaci volatili di Nergal!          | I demoniaci volatili di Nergal! (The Hand of Nergal!)                                                                                      | Conan the Barbarian (vol. 1) n. 30      | settembre 1973    | Conan il barbaro                | Roy Thomas                         | John Buscema              |
| 4    | 30 aprile 1975    | I demoniaci volatili di Nergal!          | La minaccia di Gemini! (Target: Ka-Zar) | Astonishing Tales (vol. 1) n. 17        | aprile 1973       | Ka-Zar                          | Mike Friedrich                     | Dan Adkins                |
| 4    | 30 aprile 1975    | I demoniaci volatili di Nergal!          | Urla ...Mandrillo! - I parte (Cry Mandrill)                                                                                                | Shanna the She-Devil (Vol. 1) n. 4      | giugno 1973       | Shanna la diavolessa            | Carole Seuling Steve Gerber        | Ross Andru                |
| 5    | 14 maggio 1975    | Un'ombra sulla tomba                     | Un'ombra sulla tomba (The Shadow in the Tomb!)                                                                                             | Conan the Barbarian (vol. 1) n. 31      | ottobre 1973      | Conan il barbaro                | Roy Thomas                         | John Buscema              |
| 5    | 14 maggio 1975    | Un'ombra sulla tomba                     | L'assalto di Gog (Gog Cometh) | Astonishing Tales (vol. 1) n. 18        | giugno 1973       | Ka-Zar                          | Mike Friedrich                     | Dan Adkins                |
| 5    | 14 maggio 1975    | Un'ombra sulla tomba                     | Urla ...Mandrillo! - II parte (Cry Mandrill)                                                                                               | Shanna the She-Devil (Vol. 1) n. 4      | giugno 1973       | Shanna la diavolessa            | Carole Seuling Steve Gerber        | Ross Andru                |
| 6    | 28 maggio 1975    | Vento infuocato                          | Vento infuocato (Flame Winds of Lost Khitai!)                                                                                              | Conan the Barbarian (vol. 1) n. 32      | novembre 1973     | Conan il barbaro                | Roy Thomas                         | John Buscema              |
| 6    | 28 maggio 1975    | Vento infuocato                          | ...e gli uomini lo chiameranno...Victorius! (And Men Shall Name Him Victorius)                                                             | Astonishing Tales (vol. 1) n. 19        | agosto 1973       | Ka-Zar                          | Mike Friedrich                     | Dan Adkins                |
| 6    | 28 maggio 1975    | Vento infuocato                          | Urla ...Mandrillo! - III parte (Cry Mandrill)                                                                                              | Shanna the She-Devil (Vol. 1) n. 4      | giugno 1973       | Shanna la diavolessa            | Carole Seuling Steve Gerber        | Ross Andru                |
| 7    | 11 giugno 1975    | Battaglia finale!                        | La morte e i 7 stregoni (Death and 7 Wizards!)                                                                                             | Conan the Barbarian (vol. 1) n. 33      | dicembre 1973     | Conan il barbaro                | Roy Thomas                         | John Buscema              |
| 7    | 11 giugno 1975    | Battaglia finale!                        | Battaglia finale! (The Final Battle) | Astonishing Tales (vol. 1) n. 20        | ottobre 1973      | Ka-Zar                          | Mike Friedrich                     | Marie Severin Werner Roth |
| 7    | 11 giugno 1975    | Battaglia finale!                        | Dove Nekra cammina...la morte la segue! - I parte (Where Nekra Walks, Death Must Follow)                                                   | Shanna the She-Devil (Vol. 1) n. 5      | agosto 1973       | Shanna la diavolessa            | Steve Gerber                       | Ross Andru                |
| 8    | 25 giugno 1975    | La tentazione della Torre                | La tentazione della Torre! (The Temptress in the Tower of Flame!)                                                                          | Conan the Barbarian (vol. 1) n. 34      | gennaio 1974      | Conan il barbaro                | Roy Thomas                         | John Buscema              |
| 8    | 25 giugno 1975    | La tentazione della Torre                | Ritorno al Paese Selvaggio (Return To The Savage Land)                                                                                     | Ka-Zar (Vol. 2) n. 1                    | gennaio 1974      | Ka-Zar                          | Mike Friedrich                     | Paul Reinman              |
| 8    | 25 giugno 1975    | La tentazione della Torre                | Dove Nekra cammina...la morte la segue! - II parte (Where Nekra Walks, Death Must Follow)                                                  | Shanna the She-Devil (Vol. 1) n. 5      | agosto 1973       | Shanna la diavolessa            | Steve Gerber                       | Ross Andru                |
| 9    | 9 luglio 1975     | La razza infernale                       | La razza infernale (The Hell-Spawn of Kara-Shehr)                                                                                          | Conan the Barbarian (vol. 1) n. 35      | febbraio 1974     | Conan il barbaro                | Roy Thomas                         | John Buscema              |
| 9    | 9 luglio 1975     | La razza infernale                       | La caduta dello stregone rosso! (The Fall Of The Red Wizard)                                                                               | Ka-Zar (Vol. 2) n. 2                    | marzo 1974        | Ka-Zar                          | Mike Friedrich                     | Don Heck                  |
| 9    | 9 luglio 1975     | La razza infernale                       | Dove Nekra cammina...la morte la segue! - III parte (Where Nekra Walks, Death Must Follow)                                                 | Shanna the She-Devil (Vol. 1) n. 5      | agosto 1973       | Shanna la diavolessa            | Steve Gerber                       | Ross Andru                |
| 10   | 23 luglio 1975    | Il Dio di pietra                         | Il Dio di pietra (Beware the Hyrkanians Bearing Gifts...!)                                                                                 | Conan the Barbarian (vol. 1) n. 36      | marzo 1974        | Conan il barbaro                | Roy Thomas                         | John Buscema              |
| 10   | 23 luglio 1975    | Il Dio di pietra                         | La notte del Dio-Uomo! (Night Of The Man-God)                                                                                              | Ka-Zar (Vol. 2) n. 3                    | maggio 1974       | Ka-Zar                          | Mike Friedrich                     | Don Heck                  |
| 10   | 23 luglio 1975    | Il Dio di pietra                         | Thongor! Guerriero della perduta Lemuria - I parte (Thongor! Warrior of lost Lemuria!                                                      | Creatures on the Loose n. 22            | marzo 1973        | Thongor di Lemuria              | George Alec Effinger               | Val Mayerik               |
| 11   | 6 agosto 1975     | L'ombra della morte                      | L'ombra della morte (Into The Shadows Of Chaos!)                                                                                           | Ka-Zar (Vol. 2) n. 4                    | luglio 1974       | Ka-Zar                          | Mike Friedrich                     | Don Heck                  |
| 11   | 6 agosto 1975     | L'ombra della morte                      | La maledizione del teschio d'oro! (The Curse of the Golden Skull!                                                                          | Conan the Barbarian (vol. 1) n. 37      | aprile 1974       | Conan il barbaro                | Roy Thomas                         | Neal Adams                |
| 11   | 6 agosto 1975     | L'ombra della morte                      | Thongor! Guerriero della perduta Lemuria - II parte (Thongor! Warrior of lost Lemuria!                                                     | Creatures on the Loose n. 22            | marzo 1973        | Thongor di Lemuria              | George Alec Effinger               | Val Mayerik               |
| 12   | 20 agosto 1975    | L'agguato della Donna-Lupo               | L'agguato della Donna-Lupo (The Warrior and the Were-Woman)                                                                                | Conan the Barbarian (vol. 1) n. 38      | maggio 1974       | Conan il barbaro                | Roy Thomas                         | John Buscema              |
| 12   | 20 agosto 1975    | L'agguato della Donna-Lupo               | Un uomo Dio...liberato! (A Man-God Unleashed)                                                                                              | Ka-Zar (Vol. 2) n. 5                    | settembre 1974    | Ka-Zar                          | Mike Friedrich                     | Don Heck                  |
| 12   | 20 agosto 1975    | L'agguato della Donna-Lupo               | Spada contro magia! - I parte (Where Broods the Demon!)                                                                                    | Creatures on the Loose n. 23            | maggio 1973       | Thongor di Lemuria              | George Alec Effinger               | Val Mayerik               |
| 13   | 3 settembre 1975  | Il drago del mare nascosto               | Il drago del mare nascosto (The Dragon from the Inland Sea!)                                                                               | Conan the Barbarian (vol. 1) n. 39      | giugno 1974       | Conan il barbaro                | Roy Thomas                         | John Buscema              |
| 13   | 3 settembre 1975  | Il drago del mare nascosto               | Acque dell'oscurità, fiume del destino (Waters Of Darkness, River Of Doom)                                                                 | Ka-Zar (Vol. 2) n. 6                    | novembre 1974     | Ka-Zar                          | Gerry Cownay                       | John Buscema              |
| 13   | 3 settembre 1975  | Il drago del mare nascosto               | Spada contro magia! - II parte (Where Broods the Demon!)                                                                                   | Creatures on the Loose n. 23            | maggio 1973       | Thongor di Lemuria              | George Alec Effinger               | Val Mayerik               |
| 14   | 17 settembre 1975 | Il demone della città Dimenticata        | Il demone della città Dimenticata (The Fiend from the Forgotten City                                                                       | Conan the Barbarian (vol. 1) n. 40      | luglio 1974       | Conan il barbaro                | Roy Thomas                         | Rich Buckler              |
| 14   | 17 settembre 1975 | Il demone della città Dimenticata        | Vendetta degli Dei del fiume (Revenge Of The River Gods)                                                                                   | Ka-Zar (Vol. 2) n. 7                    | gennaio 1975      | Ka-Zar                          | Gerry Cownay                       | John Buscema              |
| 14   | 17 settembre 1975 | Il demone della città Dimenticata        | Spade rosse ali nere! (Red Swords, Black Wings!)                                                                                           | Creatures on the Loose n. 24            | luglio 1973       | Thongor di Lemuria              | George Alec Effinger               | Val Mayerik               |
| 15   | 1 ottobre 1975    | Il giardino della vita e della morte     | Il giardino della vita e della morte! (The Garden of Death and Life!)                                                                      | Conan the Barbarian (vol. 1) n. 41      | agosto 1974       | Conan il barbaro                | Roy Thomas                         | John Buscema              |
| 15   | 1 ottobre 1975    | Il giardino della vita e della morte     | Dentro il vulcano! (Down Into... The Volcano!)                                                                                             | Ka-Zar (Vol. 2) n. 8                    | marzo 1975        | Ka-Zar                          | Gerry Cownay                       | John Buscema              |
| 15   | 1 ottobre 1975    | Il giardino della vita e della morte     | Il mago di Lemuria! - I parte (The Wizard of Lemuria!)                                                                                     | Creatures on the Loose n. 25            | settembre 1973    | Thongor di Lemuria              | George Alec Effinger Tony Isabella | Val Mayerik               |
| 16   | 15 ottobre 1975   | La notte del mostro                      | La notte del mostro! (Night of the Gargoyle!)                                                                                              | Conan the Barbarian (vol. 1) n. 42      | settembre 1974    | Conan il barbaro                | Roy Thomas                         | John Buscema              |
| 16   | 15 ottobre 1975   | La notte del mostro                      | Il mago di Lemuria! - II parte (The Wizard of Lemuria!)                                                                                    | Creatures on the Loose n. 25            | settembre 1973    | Thongor di Lemuria              | George Alec Effinger Tony Isabella | Val Mayerik               |
| 16   | 15 ottobre 1975   | La notte del mostro                      | Un regno dal mare (A Kingdom by the Sea!)                                                                                                  | Kull the Conqueror (Vol. 1) n. 5        | novembre 1972     | Kull il conquistatore           | Gerry Conway                       | Marie Severin             |
| 17   | 29 ottobre 1975   | La città dei ladri                       | La città dei ladri (Curse of the Undead-Man)                                                                                               | The Savage Sword of Conan (Vol. 1) n. 1 | agosto 1974       | Conan il barbaro                | Roy Thomas                         | John Buscema              |
| 17   | 29 ottobre 1975   | La città dei ladri                       | Colui che striscia sotto la terra! (The Lurker beneath the Earth!                                                                          | Kull the Conqueror (Vol. 1) n. 6        | gennaio 1973      | Kull il conquistatore           | Gerry Conway                       | Marie Severin             |
| 17   | 29 ottobre 1975   | La città dei ladri                       | La torre delle Donne-Serpente! - I parte (Tower of the Serpent-Women!)                                                                     | Creatures on the Loose n. 26            | novembre 1973     | Thongor di Lemuria              | Gardner Fox                        | Val Mayerik               |
| 18   | 12 novembre 1975  | La Torre insaguinata                     | La Torre insaguinata (Tower of Blood) | Conan the Barbarian (vol. 1) n. 43      | ottobre 1974      | Conan il barbaro                | Roy Thomas                         | John Buscema              |
| 18   | 12 novembre 1975  | La Torre insaguinata                     | La torre delle Donne-Serpente! - II parte (Tower of the Serpent-Women!)                                                                    | Creatures on the Loose n. 26            | novembre 1973     | Thongor di Lemuria              | Gardner Fox                        | Val Mayerik               |
| 18   | 12 novembre 1975  | La Torre insaguinata                     | Il gatto di Delcardes (Delcardes' Cat) | Kull the Conqueror (Vol. 1) n. 7        | marzo 1973        | Kull il conquistatore           | Gerry Conway                       | Marie Severin             |
| 19   | 26 novembre 1975  | Il demone tra le fiamme                  | Il demone tra le fiamme (Of Flame and the Fiend!)                                                                                          | Conan the Barbarian (vol. 1) n. 44      | novembre 1974     | Conan il barbaro                | Roy Thomas                         | John Buscema              |
| 19   | 26 novembre 1975  | Il demone tra le fiamme                  | Nelle cripte di...Yamath! - I parte (In the Crypts of Yamath!)                                                                             | Creatures on the Loose n. 27            | gennaio 1974      | Thongor di Lemuria              | Gardner Fox                        | Val Mayerik               |
| 19   | 26 novembre 1975  | Il demone tra le fiamme                  | Testa di lupo (Wolfshead) | Kull the Conqueror (Vol. 1) n. 8        | maggio 1973       | Kull il conquistatore           | Len Wein                           | Marie Severin             |
| 20   | 10 dicembre 1975  | Il demone della Valle buia               | Il demone della Valle buia (The Last Ballad of Laza-Lanti                                                                                  | Conan the Barbarian (vol. 1) n. 45      | dicembre 1974     | Conan il barbaro                | Roy Thomas                         | John Buscema              |
| 20   | 10 dicembre 1975  | Il demone della Valle buia               | Nelle cripte di...Yamath! - II parte (In the Crypts of Yamath!)                                                                            | Creatures on the Loose n. 27            | gennaio 1974      | Thongor di Lemuria              | Gardner Fox                        | Val Mayerik               |
| 20   | 10 dicembre 1975  | Il demone della Valle buia               | Il Dio scorpione! (The Scorpion God!) | Kull the Conqueror (Vol. 1) n. 9        | luglio 1973       | Kull il conquistatore           | Gerry Conway                       | Marie Severin             |
| 21   | 23 dicembre 1975  | La maledizione dell'evocatore di spiriti | La maledizione dell'evocatore di spiriti (The Curse of the Conjurer! 1/6)                                                                  | Conan the Barbarian (vol. 1) n. 46      | gennaio 1975      | Conan il barbaro                | Roy Thomas                         | John Buscema              |
| 21   | 23 dicembre 1975  | La maledizione dell'evocatore di spiriti | Le spade della Regina bianca! (Swords of the White Queen!)                                                                                 | Kull the Conqueror (Vol. 1) n. 10       | settembre 1973    | Kull il conquistatore           | Gerry Conway                       | Marie Severin             |
| 21   | 23 dicembre 1975  | La maledizione dell'evocatore di spiriti | La montagna del tuono - I parte (Mountain of Thunder!                                                                                      | Creatures on the Loose n. 28            | marzo 1974        | Thongor di Lemuria              | Gardner Fox                        | Vicente Alcazar           |
| 22   | 7 gennaio 1976    | Battaglia a Ravengard!                   | Spiriti nella luce della luna! (The Curse of the Conjurer! 2/6: Goblins in the Moonlight)                                                  | Conan the Barbarian (vol. 1) n. 47      | febbraio 1975     | Conan il barbaro                | Roy Thomas                         | John Buscema              |
| 22   | 7 gennaio 1976    | Battaglia a Ravengard!                   | Battaglia a Ravengard! (The Curse of the Conjurer! 3/6: The rats dance at Ravengard!)                                                      | Conan the Barbarian (vol. 1) n. 48      | marzo 1975        | Conan il barbaro                | Roy Thomas                         | John Buscema              |
| 22   | 7 gennaio 1976    | Battaglia a Ravengard!                   | La montagna del tuono - II parte (Mountain of Thunder!                                                                                     | Creatures on the Loose n. 28            | marzo 1974        | Thongor di Lemuria              | Steve Gerber                       | Vicente Alcazar           |
| 22   | 7 gennaio 1976    | Battaglia a Ravengard!                   | Signore del caos! (Lord of Chaos!) | Creatures on the Loose n. 29            | maggio 1974       | Thongor di Lemuria              | Steve Gerber                       | Vicente Alcazar           |
| 22   | 7 gennaio 1976    | Battaglia a Ravengard!                   | Non può essere! (It Can't Miss) | Journey into Mystery (Vol. 1) n. 1      | giugno 1952       | horror-story                    | Non accreditato                    | Jay Scott Pike            |
| 23   | 21 gennaio 1976   | La Donna-Lupo                            | La Donna-Lupo (The Curse of the Conjurer! 4/6: Wolf-Woman!)                                                                                | Conan the Barbarian (vol. 1) n. 49      | aprile 1975       | Conan il barbaro                | Roy Thomas                         | John Buscema              |
| 23   | 21 gennaio 1976   | La Donna-Lupo                            | Il Re Kull deve morire (King Kull Must Die!)                                                                                               | Kull the Destroyer (Vol. 1) n. 11       | novembre 1973     | Kull il conquistatore           | Roy Thomas                         | Mike Ploog                |
| 23   | 21 gennaio 1976   | La Donna-Lupo                            | Episodio (Episode!) | Conan the Barbarian (vol. 1) n. 48      | marzo 1975        | Red Sonja                       | Roy Thomas                         | John Buscema              |
| 24   | 4 febbraio 1976   | Il mostro dell'orrido                    | Il mostro dell'orrido (The Curse of the Conjurer! 5/6: The dweller in the pool!)                                                           | Conan the Barbarian (vol. 1) n. 50      | maggio 1975       | Conan il barbaro                | Roy Thomas                         | John Buscema              |
| 24   | 4 febbraio 1976   | Il mostro dell'orrido                    | La luna di sangue! (Moon of Blood!) | Kull the Destroyer (Vol. 1) n. 12       | febbraio 1974     | Kull il conquistatore           | Steve Englehart                    | Mike Ploog                |
| 24   | 4 febbraio 1976   | Il mostro dell'orrido                    | La pista della morte (The Trail of Sudden Death!)                                                                                          | Jungle Action (Vol. 1) n. 1             | ottobre 1954      | Tharn, il magnifico             | Don Rico                           | Joe Maneely               |
| 24   | 4 febbraio 1976   | Il mostro dell'orrido                    | L'uomo di pietra (The Stone Man) | Journey into Mystery (Vol. 1) n. 70     | luglio 1961       | science-fiction                 | Stan Lee                           | Steve Ditko               |
| 25   | 18 febbraio 1976  | Unos, figlio del demonio                 | Unos, figlio del demonio (The Curse of the Conjurer! 6/6: Man born of demon!)                                                              | Conan the Barbarian (vol. 1) n. 51      | giugno 1975       | Conan il barbaro                | Roy Thomas                         | John Buscema              |
| 25   | 18 febbraio 1976  | Unos, figlio del demonio                 | Le torce dall'Inferno! (Torches from Hell)                                                                                                 | Kull the Destroyer (Vol. 1) n. 13       | aprile 1974       | Kull il conquistatore           | Steve Englehart                    | Mike Ploog                |
| 25   | 18 febbraio 1976  | Unos, figlio del demonio                 | Veleno! (Red Poison!) | Jungle Action (Vol. 1) n. 2             | dicembre 1954     | Tharn, il magnifico             | Don Rico                           | Joe Maneely               |
| 25   | 18 febbraio 1976  | Unos, figlio del demonio                 | Agu, il gigante! (Agu the Giant!) | Lorna the Jungle Queen n. 1             | luglio 1953       | Lorna, la regina della Jungla   | Don Rico                           | Werner Roth               |
| 26   | 3 marzo 1976      | L'altare e lo scorpione                  | L'altare e lo scorpione (The Altar and the Scorpion!)                                                                                      | Conan the Barbarian (vol. 1) n. 52      | luglio 1975       | Conan il barbaro                | Roy Thomas                         | John Buscema              |
| 26   | 3 marzo 1976      | L'altare e lo scorpione                  | Il campanile nero! (The Black Belfry!) | Kull the Destroyer (Vol. 1) n. 14       | giugno 1974       | Kull il conquistatore           | Steve Englehart                    | Mike Ploog                |
| 26   | 3 marzo 1976      | L'altare e lo scorpione                  | Lui! il Colosso vive ancora! (It, The Living Colossus)                                                                                     | Astonishing Tales (Vol. 1) n. 21        | dicembre 1973     | IT! Il Colosso vivente          | Tony Isabella                      | Dick Ayers                |
| 27   | 17 marzo 1976     | Tre contro uno                           | Tre contro uno (Brothers of the Blade!) | Conan the Barbarian (vol. 1) n. 53      | agosto 1975       | Conan il barbaro                | Roy Thomas                         | John Buscema              |
| 27   | 17 marzo 1976     | Tre contro uno                           | ...Noi, i fenomeni (We, The Gargoyles) | Astonishing Tales (Vol. 1) n. 22        | febbraio 1974     | IT! il Colosso vivente          | Tony Isabella                      | Dick Ayers                |
| 27   | 17 marzo 1976     | Tre contro uno                           | La morte nel vento! (Wings of the Night-Beast!)                                                                                            | Kull the Destroyer (Vol. 1) n. 15       | agosto 1974       | Kull il conquistatore           | Steve Englehart                    | Mike Ploog                |
| 28   | 31 marzo 1976     | L'oracolo di Ophir                       | L'oracolo di Ophir! (The Oracle of Ophir!)                                                                                                 | Conan the Barbarian (vol. 1) n. 54      | settembre 1975    | Conan il barbaro                | Roy Thomas                         | John Buscema              |
| 28   | 31 marzo 1976     | L'oracolo di Ophir                       | Tre conquistatori (Conquerors Three) | Astonishing Tales (Vol. 1) n. 23        | aprile 1974       | IT! il Colosso vivente          | Tony Isabella                      | Dick Ayers                |
| 28   | 31 marzo 1976     | L'oracolo di Ophir                       | Al pericolo gemello! (Double Danger!) | Lorna the Jungle Girl n. 6              | marzo 1954        | Lorna, la ragazza della giungla | Don Rico                           | Werner Roth               |
| 28   | 31 marzo 1976     | L'oracolo di Ophir                       | Il mio nome è Morte (My Name is Death!) | Adventures into Terror n. 6             | febbraio 1953     | comic-story                     | Stan Lee                           | Joe Maneely               |
| 29   | 14 aprile 1976    | L'artiglio scarlatto                     | L'artiglio scarlatto! (Red Nails) | Savage Tales (Vol. 1) n. 2              | ottobre 1973      | Conan il barbaro                | Roy Thomas                         | Barry Windsor-Smith       |
| 29   | 14 aprile 1976    | L'artiglio scarlatto                     | I cinque artigli della morte! (Five Claws Of Death)                                                                                        | Astonishing Tales (Vol. 1) n. 24        | giugno 1974       | IT! il Colosso vivente          | Tony Isabella                      | Dick Ayers                |
| 29   | 14 aprile 1976    | L'artiglio scarlatto                     | Colui che fuggiva di notte (He Fled in the Night)                                                                                          | Tales of Suspense (Vol. 1) n. 1         | gennaio 1959      | science-fiction                 | Stan Lee                           | Larry Lieber              |
| 30   | 28 aprile 1976    | Il mostro della catacomba                | Il mostro della catacomba (The Lurker from the Catacombs)                                                                                  | Savage Tales (Vol. 1) n. 3              | febbraio 1974     | Conan il barbaro                | Roy Thomas                         | Barry Windsor-Smith       |
| 30   | 28 aprile 1976    | Il mostro della catacomba                | Lo spirito della morte (He Comes from the Dark)                                                                                            | Savage Tales (Vol. 1) n. 3              | febbraio 1974     | Conan il barbaro                | Roy Thomas                         | Barry Windsor-Smith       |
| 30   | 28 aprile 1976    | Il mostro della catacomba                | Là cammina Golem! - I parte (There Walks the Golem!)                                                                                       | Strange Tales (Vol. 1) n. 174           | giugno 1974       | Golem                           | Len Wein                           | John Buscema              |
| 31   | 12 maggio 1976    | La notte del Dio nero                    | La notte del Dio nero (Night of the Dark God)                                                                                              | Savage Tales (Vol. 1) n. 4              | maggio 1974       | Conan il barbaro                | Roy Thomas                         | Gil Kane                  |
| 31   | 12 maggio 1976    | La notte del Dio nero                    | Là cammina Golem! - II parte (There Walks the Golem!)                                                                                      | Strange Tales (Vol. 1) n. 174           | giugno 1974       | Golem                           | Len Wein                           | John Buscema              |
| 31   | 12 maggio 1976    | La notte del Dio nero                    | Passaggio nero (Black Crossing) | Strange Tales (Vol. 1) n. 176           | giugno 1974       | Golem                           | Mike Friedrich                     | Tony DeZuniga             |
| 32   | 26 maggio 1976    | Il segreto di Skull River                | Il segreto di Skull River! (The Secret of Skull River!)                                                                                    | Savage Tales (Vol. 1) n. 4              | maggio 1974       | Conan il barbaro                | Roy Thomas                         | Jim Starlin               |
| 32   | 26 maggio 1976    | Il segreto di Skull River                | I demoni del fuoco! (There Comes Now Raging Fire)                                                                                          | Strange Tales (Vol. 1) n. 177           | dicembre 1974     | Golem                           | Mike Friedrich                     | Tony DeZuniga             |
| 32   | 26 maggio 1976    | Il segreto di Skull River                | Sete di sangue (Blood Purge!) | Savage Tales (Vol. 1) n. 10             | maggio 1975       | Shanna la diavolessa            | Carla Conway                       | Ross Andru                |
| 33   | 9 giugno 1976     | Black Colossus                           | Black Colossus (I parte) (Black colossus / Hordes of the veiled one / Chariot of the man-demon)                                            | The Savage Sword of Conan (Vol. 1) n. 2 | ottobre 1974      | Conan il barbaro                | Roy Thomas                         | John Buscema              |
| 33   | 9 giugno 1976     | Black Colossus                           | Le orde del velato (II parte) (Black colossus / Hordes of the veiled one / Chariot of the man-demon)                                       | The Savage Sword of Conan (Vol. 1) n. 2 | ottobre 1974      | Conan il barbaro                | Roy Thomas                         | John Buscema              |
| 33   | 9 giugno 1976     | Black Colossus                           | La guerra da un miliardo di anni! (I parte) (The Billion Year War!)                                                                        | Savage Tales (Vol. 1) n. 8              | gennaio 1975      | Ka-Zar                          | Gerry Conway                       | John Buscema              |
| 33   | 9 giugno 1976     | Black Colossus                           | La guerra dimenticata dal tempo! (II parte) (The War that Time Forgot!)                                                                    | Savage Tales (Vol. 1) n. 8              | gennaio 1975      | Ka-Zar                          | Gerry Conway                       | John Buscema              |
| 34   | 23 giugno 1976    | La fine dell'uomo demone                 | La fine dell'uomo demone (III parte) (Black colossus / Hordes of the veiled one / Chariot of the man-demon)                                | The Savage Sword of Conan (Vol. 1) n. 2 | ottobre 1974      | Conan il barbaro                | Roy Thomas                         | John Buscema              |
| 34   | 23 giugno 1976    | La fine dell'uomo demone                 | La peste della dannazione (The damnation plague)                                                                                           | Savage Tales (Vol. 1) n. 6              | settembre 1974    | Ka-Zar                          | Gerry Conway                       | John Buscema              |
| 34   | 23 giugno 1976    | La fine dell'uomo demone                 | Prologo: 2018 D.C./Guerra dei Mondi! - I parte (2018 A.D./The war of the worlds!)                                                          | Amazing Adventures (Vol. 2) n. 18       | maggio 1973       | Killraven                       | Neal Adams Gerry Conway Roy Thomas | Neal Adams Howard Chaykin |
| 35   | 7 luglio 1976     | La montagna dek Dio-luna                 | Prologo/(Capitolo uno) La montagna dek Dio-luna/(Capitolo due) La vetta demoniaca (At the mountain of the moon-god/Where dark death soars) | The Savage Sword of Conan (Vol. 1) n. 3 | dicembre 1974     | Conan il barbaro                | Roy Thomas                         | John Buscema              |
| 35   | 7 luglio 1976     | La montagna dek Dio-luna                 | Il mostro della Terra Selvaggia (Stalker in a Savage Land)                                                                                 | Savage Tales (Vol. 1) n. 7              | novembre 1974     | Ka-Zar                          | Gerry Conway                       | John Buscema              |
| 35   | 7 luglio 1976     | La montagna dek Dio-luna                 | Prologo: 2018 D.C./Guerra dei Mondi! - II parte (2018 A.D./The war of the worlds!)                                                         | Amazing Adventures (Vol. 2) n. 18       | maggio 1973       | Killraven                       | Neal Adams Gerry Conway Roy Thomas | Neal Adams Howard Chaykin |
| 36   | 21 luglio 1976    | La vetta demoniaca                       | La vetta demoniaca (Demons at the summit)                                                                                                  | The Savage Sword of Conan (Vol. 1) n. 3 | dicembre 1974     | Conan il barbaro                | Roy Thomas                         | Tony DeZuniga             |
| 36   | 21 luglio 1976    | La vetta demoniaca                       | Il predone nella sabbia del tempo - I parte (Marauder in a cage of time)                                                                   | Savage Tales (Vol. 1) n. 11             | luglio 1975       | Ka-Zar                          | Doug Moench                        | Steve Gan                 |
| 36   | 21 luglio 1976    | La vetta demoniaca                       | Red Sonja (Red Sonja) | The Savage Sword of Conan (Vol. 1) n. 1 | agosto 1974       | Red Sonja                       | Roy Thomas                         | Esteban Maroto            |
| 36   | 21 luglio 1976    | La vetta demoniaca                       | Le sirene della settima strada - I parte (The Sirens Of 7th Ave)                                                                           | Amazing Adventures (Vol. 2) n. 19       | luglio 1973       | Killraven                       | Gerry Conway                       | Howard Chaykin            |
| 37   | 4 agosto 1976     | Ombre di ferro sulla luna                | Prologo/Capitolo uno: Ombre di ferro sulla luna (Iron shadows in the moon)                                                                 | The Savage Sword of Conan (Vol. 1) n. 4 | febbraio 1975     | Conan il barbaro                | Roy Thomas                         | John Buscema              |
| 37   | 4 agosto 1976     | Ombre di ferro sulla luna                | Il predone nella sabbia del tempo - II parte (Marauder in a cage of time)                                                                  | Savage Tales (Vol. 1) n. 11             | luglio 1975       | Ka-Zar                          | Doug Moench                        | Steve Gan                 |
| 37   | 4 agosto 1976     | Ombre di ferro sulla luna                | Le sirene della settima strada - II parte (The Sirens Of 7th Ave)                                                                          | Amazing Adventures (Vol. 2) n. 19       | luglio 1973       | Killraven                       | Gerry Conway                       | Howard Chaykin            |
| 37   | 4 agosto 1976     | Ombre di ferro sulla luna                | Il signore della guerra! - I parte (The Warlord Strikes!)                                                                                  | Amazing Adventures (Vol. 2) n. 20       | settembre 1973    | Killraven                       | Marv Wolfman                       | Herb Trimpe               |
| 38   | 18 agosto 1976    | Le statue viventi                        | Capitolo due: Le statue viventi (What dreams may come...)                                                                                  | The Savage Sword of Conan (Vol. 1) n. 4 | febbraio 1975     | Conan il barbaro                | Roy Thomas                         | John Buscema              |
| 38   | 18 agosto 1976    | Le statue viventi                        | Il predone nella sabbia del tempo - III parte (Marauder in a cage of time)                                                                 | Savage Tales (Vol. 1) n. 11             | luglio 1975       | Ka-Zar                          | Doug Moench                        | Steve Gan                 |
| 38   | 18 agosto 1976    | Le statue viventi                        | Il signore della guerra! - II parte (The Warlord Strikes!)                                                                                 | Amazing Adventures (Vol. 2) n. 20       | settembre 1973    | Killraven                       | Marv Wolfman                       | Herb Trimpe               |
| 38   | 18 agosto 1976    | Le statue viventi                        | Gli assassini mutanti - I parte (The Mutant Slayers!)                                                                                      | Amazing Adventures (Vol. 2) n. 21       | novembre 1973     | Killraven                       | Don McGregor                       | Herb Trimpe               |
| 38   | 18 agosto 1976    | Le statue viventi                        | Colpa di incapacità (How Clumsy Can Ya Be)                                                                                                 | Journey into Mystery (Vol. 1) n. 2      | agosto 1952       | horror-story                    | Non accreditato                    | Howie Post                |
| 39   | 1 settembre 1976  | La caccia e l'orrore                     | Capitolo tre: La caccia e l'orrore (The haunting and the horror)                                                                           | The Savage Sword of Conan (Vol. 1) n. 4 | febbraio 1975     | Conan il barbaro                | Roy Thomas                         | John Buscema              |
| 39   | 1 settembre 1976  | La caccia e l'orrore                     | Il tempio di Kandu Ra! (The dream temple of Kandu Ra)                                                                                      | Savage Tales (Vol. 1) n. 11             | luglio 1975       | Ka-Zar                          | Gerry Conway                       | John Buscema              |
| 39   | 1 settembre 1976  | La caccia e l'orrore                     | Gli assassini mutanti - II parte (The Mutant Slayers!)                                                                                     | Amazing Adventures (Vol. 2) n. 21       | novembre 1973     | Killraven                       | Don McGregor                       | Herb Trimpe               |
| 40   | 15 settembre 1976 | L'ombra e lo scorpione                   | L'ombra e lo scorpione (A Shadow on the Land!)                                                                                             | Conan the Barbarian (vol. 1) n. 55      | ottobre 1975      | Conan il barbaro                | Roy Thomas                         | John Buscema              |
| 40   | 15 settembre 1976 | L'ombra e lo scorpione                   | Capitolo uno: L'isola maledetta (Dark island of doom)                                                                                      | Savage Tales (Vol. 1) n. 11             | luglio 1975       | Ka-Zar                          | Gerry Conway                       | Steve Gan                 |
| 40   | 15 settembre 1976 | L'ombra e lo scorpione                   | Capitolo due: Nel palazzo del dolore - I parte (Beneath the palace of pain)                                                                | Savage Tales (Vol. 1) n. 11             | luglio 1975       | Ka-Zar                          | Gerry Conway                       | Steve Gan                 |
| 41   | 29 settembre 1976 | La Cosa mostruosa della torre            | La Cosa mostruosa della torre (The Strange High Tower in the Mist!)                                                                        | Conan the Barbarian (vol. 1) n. 56      | novembre 1975     | Conan il barbaro                | Roy Thomas                         | John Buscema              |
| 41   | 29 settembre 1976 | La Cosa mostruosa della torre            | Capitolo due: Nel palazzo del dolore - II parte (Beneath the palace of pain)                                                               | Savage Tales (Vol. 1) n. 11             | luglio 1975       | Ka-Zar                          | Gerry Conway                       | Steve Gan                 |
| 41   | 29 settembre 1976 | La Cosa mostruosa della torre            | Incubo su Washington (Washington Nightmare!)                                                                                               | Amazing Adventures (Vol. 2) n. 22       | gennaio 1974      | Killraven                       | Don McGregor                       | Herb Trimpe               |
| 42   | 13 ottobre 1976   | Un barbaro incantenato                   | Un barbaro incantenato (Incident in Argos!)                                                                                                | Conan the Barbarian (vol. 1) n. 57      | dicembre 1975     | Conan il barbaro                | Roy Thomas                         | Mike Ploog                |
| 42   | 13 ottobre 1976   | Un barbaro incantenato                   | Requiem per un perseguitato! - I parte (Requiem for a haunted man)                                                                         | Savage Tales (Vol. 1) n. 10             | maggio 1975       | Ka-Zar                          | Gerry Conway                       | Russ Heat                 |
| 42   | 13 ottobre 1976   | Un barbaro incantenato                   | I carnivori della Casa Bianca (The Legend Assassins!)                                                                                      | Amazing Adventures (Vol. 2) n. 23       | marzo 1974        | Killraven                       | Don McGregor                       | Herb Trimpe               |
| 43   | 27 ottobre 1976   | La cittadella misteriosa                 | Prologo/Capitolo uno: La cittadella misteriosa (The citadel at the center of time                                                          | The Savage Sword of Conan (Vol. 1) n. 7 | agosto 1975       | Conan il barbaro                | Roy Thomas                         | John Buscema              |
| 43   | 27 ottobre 1976   | La cittadella misteriosa                 | Capitolo due: All'ombra della paura (In the shadow of fear)                                                                                | The Savage Sword of Conan (Vol. 1) n. 7 | agosto 1975       | Conan il barbaro                | Roy Thomas                         | John Buscema              |
| 43   | 27 ottobre 1976   | La cittadella misteriosa                 | Capitolo tre: Il tesoro del mago - I parte (Sorcerer's trove)                                                                              | The Savage Sword of Conan (Vol. 1) n. 7 | agosto 1975       | Conan il barbaro                | Roy Thomas                         | John Buscema              |
| 43   | 27 ottobre 1976   | La cittadella misteriosa                 | Requiem per un perseguitato! - II parte (Requiem for a haunted man)                                                                        | Savage Tales (Vol. 1) n. 10             | maggio 1975       | Ka-Zar                          | Gerry Conway                       | Russ Heat                 |
| 43   | 27 ottobre 1976   | La cittadella misteriosa                 | Un morto ribelle! (For He's A Jolly Dead Rebel!)                                                                                           | Amazing Adventures (Vol. 2) n. 24       | maggio 1974       | Killraven                       | Don McGregor                       | Herb Trimpe               |
| 44   | 10 novembre 1976  | Nell'abisso del tempo                    | Capitolo tre: Il tesoro del mago - II parte (Sorcerer's trove)                                                                             | The Savage Sword of Conan (Vol. 1) n. 7 | agosto 1975       | Conan il barbaro                | Roy Thomas                         | John Buscema              |
| 44   | 10 novembre 1976  | Nell'abisso del tempo                    | Capitolo quattro: Nell'abisso del tempo (Into time's abyss)                                                                                | The Savage Sword of Conan (Vol. 1) n. 7 | agosto 1975       | Conan il barbaro                | Roy Thomas                         | John Buscema              |
| 44   | 10 novembre 1976  | Nell'abisso del tempo                    | L'uomo che cacciava i dinosauri (The Man Who Hunted Dinosaur)                                                                              | Ka-Zar (Vol. 2) n. 9                    | giugno 1975       | Ka-Zar                          | Gerry Conway                       | John Buscema              |

### Annotazioni
1. ↑  Thongor di Lemuria, romanzo da Lin Carter
2. ↑  Kull di Valusia, romanzo di Lin Carter
3. 1 2  La storia basata su Il demone di Zangabal di Lin Carter
4. 1 2  La storia basata su Ladri di Zangabal di Lin Carter
5. 1 2 3  La storia basata su Thongor ed il mago di Lemuria di Lin Carter
6. ↑  La storia basata su Le spade del regno purpureo di Robert E. Howard
7. 1 2 3 4 5  La storia adattata su Kothar e lo stregone di Gardner F. Fox [23]
8. 1 2  Lo-Zar, Lord of the Jungle
9. 1 2  La storia adattata su Chiodi rossi di Robert E. Howard
10. ↑  La storia adattata di John Jakes
11. ↑  Adattato da un racconto di Björn Nyberg
12. 1 2  Adattata da Roy Thomas dal romanzo di H. G. Wells

### Fonti
1. ↑   Storia di Editoriale Corno, su atomik67.altervista.org, Atomik67, altavista.
2. ↑   Conan & Ka-Zar, su atomik67.altervista.org, Atomik67. URL consultato il agosto 2016.
3. ↑  Contiene un manifesto e degli adesivi
4. ↑  Titolo italiano è Il sangue di Bel-Hissar!, è stato pubblicato in Marvel Omnibus: Conan il barbaro, l'era Marvel Vol. 2 dalla Panini Comics
5. ↑  Titolo italiano è La luna dello Zembawei, è stato pubblicato in Marvel Omnibus: Conan il barbaro, l'era Marvel Vol. 2 dalla Panini Comics
6. ↑  Titolo italiano è Due contro Turan!, è stato pubblicato in Marvel Omnibus: Conan il barbaro, l'era Marvel Vol. 2 dalla Panini Comics
7. ↑  Titolo italiano è La mano di Nergal!, è stato pubblicato in Marvel Omnibus: Conan il barbaro, l'era Marvel Vol. 2 dalla Panini Comics
8. ↑  Titolo italiano è L'ombra nella tomba!, è stato pubblicato in Marvel Omnibus: Conan il barbaro, l'era Marvel Vol. 2 dalla Panini Comics
9. ↑  Titolo italiano è I venti di fuoco del perduto Khitai!!, è stato pubblicato in Marvel Omnibus: Conan il barbaro, l'era Marvel Vol. 2 dalla Panini Comics
10. ↑  Titolo italiano è La morte e i sette maghi!, è stato pubblicato in Marvel Omnibus: Conan il barbaro, l'era Marvel Vol. 2 dalla Panini Comics
11. ↑  Titolo italiano è La tentatrice nella Torre della Fiamma!, è stato pubblicato in Marvel Omnibus: Conan il barbaro, l'era Marvel Vol. 2 dalla Panini Comics
12. 1 2 3 4 5 6 7 8 9  Ka-Zar • Ka-Zar: Lord of the Hidden Jungle
13. ↑  Titolo italiano è La maledizione di Kara-Shehr, è stato pubblicato in Marvel Omnibus: Conan il barbaro, l'era Marvel Vol. 2 dalla Panini Comics
14. ↑  Titolo italiano è Guardatevi dagli Hyrkaniani che portano doni...!, è stato pubblicato in Marvel Omnibus: Conan il barbaro, l'era Marvel Vol. 2 dalla Panini Comics
15. ↑  Titolo italiano è Il guerriero e la donna licantropo!, è stato pubblicato in Marvel Omnibus: Conan il barbaro, l'era Marvel Vol. 2 dalla Panini Comics
16. ↑  Titolo italiano è Il dragone del mare interno!, è stato pubblicato in Marvel Omnibus: Conan il barbaro, l'era Marvel Vol. 2 dalla Panini Comics
17. ↑  Titolo italiano è La notte del Gargoyle!, è stato pubblicato in Marvel Omnibus: Conan il barbaro, l'era Marvel Vol. 2 dalla Panini Comics
18. ↑  Titolo italiano è La maledizione del non-morto, è stato pubblicato in Marvel Omnibus: Conan il barbaro, l'era Marvel Vol. 2 e Marvel Omnibus: La Spada selvaggia di Conan, l'era Classica Vol. 1 dalla Panini Comics
19. ↑  Titolo italiano è La Torre di sangue, è stato pubblicato in Marvel Omnibus: Conan il barbaro, l'era Marvel Vol. 2 dalla Panini Comics
20. ↑  Titolo italiano è La fiamme e il mostro!, è stato pubblicato in Marvel Omnibus: Conan il barbaro, l'era Marvel Vol. 2 dalla Panini Comics
21. ↑  Titolo italiano è L'ultima ballata di Laza-Lanti, è stato pubblicato in Marvel Omnibus: Conan il barbaro, l'era Marvel Vol. 2 dalla Panini Comics
22. ↑  Titolo italiano è La maledizione del mago!, è stato pubblicato in Marvel Omnibus: Conan il barbaro, l'era Marvel Vol. 2 dalla Panini Comics
23. ↑  ( Gardner F. Fox, Mondurania, Mondourania,  http://www.mondourania.com/fantasyvecchiaserie/fantasyvs41-60/uraniafantasyvs52.htm.)
24. ↑  Titolo italiano è Folletti al chiaro di luna!, è stato pubblicato in Marvel Omnibus: Conan il barbaro, l'era Marvel Vol. 2 dalla Panini Comics
25. ↑  Titolo italiano è La danza dei ratti di Ravengard!, è stato pubblicato in Marvel Omnibus: Conan il barbaro, l'era Marvel Vol. 2 dalla Panini Comics
26. ↑  La serie continua da Kull the Conqueror (Vol. 1) n. 10
27. ↑  Titolo italiano è Il mostro nella pozza!, è stato pubblicato in Marvel Omnibus: Conan il barbaro, l'era Marvel Vol. 2 dalla Panini Comics
28. ↑  Titolo italiano è L'uomo nato dal demone!, è stato pubblicato in Marvel Omnibus: Conan il barbaro, l'era Marvel Vol. 2 dalla Panini Comics
29. ↑  Contiene degli adesivi per Poster
30. ↑  Titolo italiano è I fratelli della lama!, è stato pubblicato in Marvel Omnibus: Conan il barbaro, l'era Marvel Vol. 3 dalla Panini Comics
31. ↑  Titolo italiano è Chiodi rossi, è stato pubblicato in Marvel Omnibus: La Spada selvaggia di Conan, l'era Classica Vol. 1 dalla Panini Comics
32. ↑  Titolo italiano è Agguato nelle catacombe, è stato pubblicato in Marvel Omnibus: La Spada selvaggia di Conan, l'era Classica Vol. 1 dalla Panini Comics
33. ↑  Titolo italiano è Viene dal buio, è stato pubblicato in Marvel Omnibus: La Spada selvaggia di Conan, l'era Classica Vol. 1 dalla Panini Comics
34. ↑  Titolo italiano è La notte del Dio scuro, è stato pubblicato in Marvel Omnibus: La Spada selvaggia di Conan, l'era Classica Vol. 1 dalla Panini Comics
35. ↑  Titolo italiano è Il segreto del fiume del teschio!, è stato pubblicato in Marvel Omnibus: La Spada selvaggia di Conan, l'era Classica Vol. 1 dalla Panini Comics
36. ↑  Titolo italiano è Colosso nero, è stato pubblicato in Marvel Omnibus: La Spada selvaggia di Conan, l'era Classica Vol. 1 dalla Panini Comics
37. ↑  Titolo italiano è Il carro del Uomo-demone, è stato pubblicato in Marvel Omnibus: La Spada selvaggia di Conan, l'era Classica Vol. 1 dalla Panini Comics
38. ↑  Titolo italiano è Alla montagna del Dio-luna/Dove si leva la morte nera, è stato pubblicato in Marvel Omnibus: La Spada selvaggia di Conan, l'era Classica Vol. 1 dalla Panini Comics
39. ↑  Titolo italiano è I demoni della vetta, è stato pubblicato in Marvel Omnibus: La Spada selvaggia di Conan, l'era Classica Vol. 1 dalla Panini Comics
40. ↑  Titolo italiano è Quali sogni si possono fare..., è stato pubblicato in Marvel Omnibus: La Spada selvaggia di Conan, l'era Classica Vol. 1 dalla Panini Comics
41. ↑  Titolo italiano è L'ossessione e l'orrore, è stato pubblicato in Marvel Omnibus: La Spada selvaggia di Conan, l'era Classica Vol. 1 dalla Panini Comics
42. 1 2  Titolo italiano è Un'ombra sulla terra!, è stato pubblicato in Marvel Omnibus: Conan il barbaro, l'era Marvel Vol. 3 dalla Panini Comics
43. ↑  Titolo italiano è Incidente ad Argos!, è stato pubblicato in Marvel Omnibus: Conan il barbaro, l'era Marvel Vol. 3 dalla Panini Comics